# شهردار کاستربریج
شهردار کاستربریج رمانی است به قلم توماس هاردی (۱۸۸۶) که ترجمه کامل آن به فارسی، به قلم پژمان طهرانیان، توسط نشر نو در سال ۱۳۹۸ منتشر شده است.

## خلاصه داستان
در اولین صفحات کتاب با مایکل هنچارد، مرد جوانی مواجه می‌شویم که در جاده‌های سال ۱۸۲۰ انگلستان، به همراه همسر و دختر نوزادش در سکوت و زیر تابش فلج‌کننده‌ی آفتاب به سوی مقصد نامعلومی پیش می‌روند. هنچارد در آن زمان یک کارگر بیکار شده‌ی مزرعه بود که زن و فرزندش را به چشم مانع بزرگی در مسیر خود برای رسیدن به موفقیت می‌دید. وقتی به اولین دهکده، در عالم مستی اعلام کرد حاضر است در مقابل مبلغ خوبی زن و دخترکش را بفروشد. سالها بعد اتفاقات عجیبی می‌افتد که به همین عمل هنچارد که حالا شهردار شهر کاستربریج شده مربوط می‌شود....
توماس هاردی در شهردار کاستربریج در پی نشان دادن این نکته است که سرشت چه چیز سرنوشت‌سازی برای انسان است و تراژدی چه فرم مناسبی است برای توضیح این گزاره.

## اطلاعات کتاب
نام کتاب:شهردار کاستربریج

نویسنده:تامس هاردی

مترجم در ایران:پژمان طهرانیان

ناشر در ایران:نشر نو

شابک: